# Festival Internacional de Cine de Berlín
El Festival Internacional de Cine de Berlín (del alemán: Internationale Filmfestspiele Berlin), conocido popularmente como Berlinale, es un prestigioso festival de cine europeo que se celebra en la ciudad de Berlín (Alemania). Fue fundado en Berlín Oeste en 1951 y se celebra anualmente en febrero desde 1978. Es considerado uno de los «Tres Grandes» festivales de cine junto con los de Venecia (1932) y Cannes (1946).
La figura del premio consiste en un Oso, y el más valioso es el forjado en oro. El Oso de Oro y los Osos de Plata a la mejor dirección y a la mejor interpretación, tanto masculina como femenina, se entregan durante febrero en el Berlinale Palast. También se otorga el Oso de oro Honorífico, por toda una vida de director, actor o actriz.
Con alrededor de 300 000 entradas vendidas y 500 000 admisiones cada año, tiene la mayor asistencia pública de cualquier festival anual de cine. Además se muestran hasta 400 películas en varias secciones de géneros cinematográficos en cada edición. El Festival de Berlín es un festival de categoría "A" acreditado por la Federación Internacional de Asociaciones de Productores Cinematográficos (FIAPF) junto con los festivales de Venecia y Cannes.

## Historia
La historia de este festival comienza gracias a la iniciativa de Oscar Martay cuando, el 9 de octubre de 1950, decide reunir un comité para crear un festival de cine internacional en Berlín. Este comité estaba formado, además de Martay y su amigo George Turner, por dos representantes de la administración del Senado de Berlín, cuatro representantes de la industria cinematográfica alemana y un periodista. Esto daría lugar, en 1951, a la primera ceremonia del festival bajo el nombre de “Internationale Filmfestspiele Berlín", celebrada del 6 al 17 de junio, siendo el día 18 la entrega de premios.
El 6 de junio se abre el festival con la película Rebecca, de Alfred Hitchcock, siendo invitada al evento la estrella de la película Joan Fontaine. A pesar de haber pasado seis años del final de la II Guerra Mundial parte de Berlín todavía está en ruinas, su reconstrucción ya había comenzado pero aún estaba lejos de reactivar la gran actividad cultural, como ocurriera en la década de 1920, pero a pesar de todo querían acaparar la atención sobre el festival con el motivo de que fuera un ejemplo de “escaparate del mundo libre” en la ciudad dividida.
El primer año los premios serán elegidos por un jurado de expertos alemanes, pero bajo la presión de la FIAPF (Federación Internacional de Asociaciones de Productores Cinematográficos) se decidió que los premios del siguiente año serían elegidos por el público, ya que solo los festivales de categoría “A” pueden poseer un jurado de expertos.
En el año 1956, finalmente, la FIAPF otorgará la categoría “A” al festival de Berlín, de manera que desde ese año podría tener el derecho a conceder los premios mediante un jurado internacional.
En años recientes la proximidad en las fechas en que se realiza el festival con respecto a la entrega de premios Óscar ha generado inconvenientes. Por ello se contempla la posibilidad de realizar el festival en mayo poco después del Festival de Cine de Sundance.

## Galería

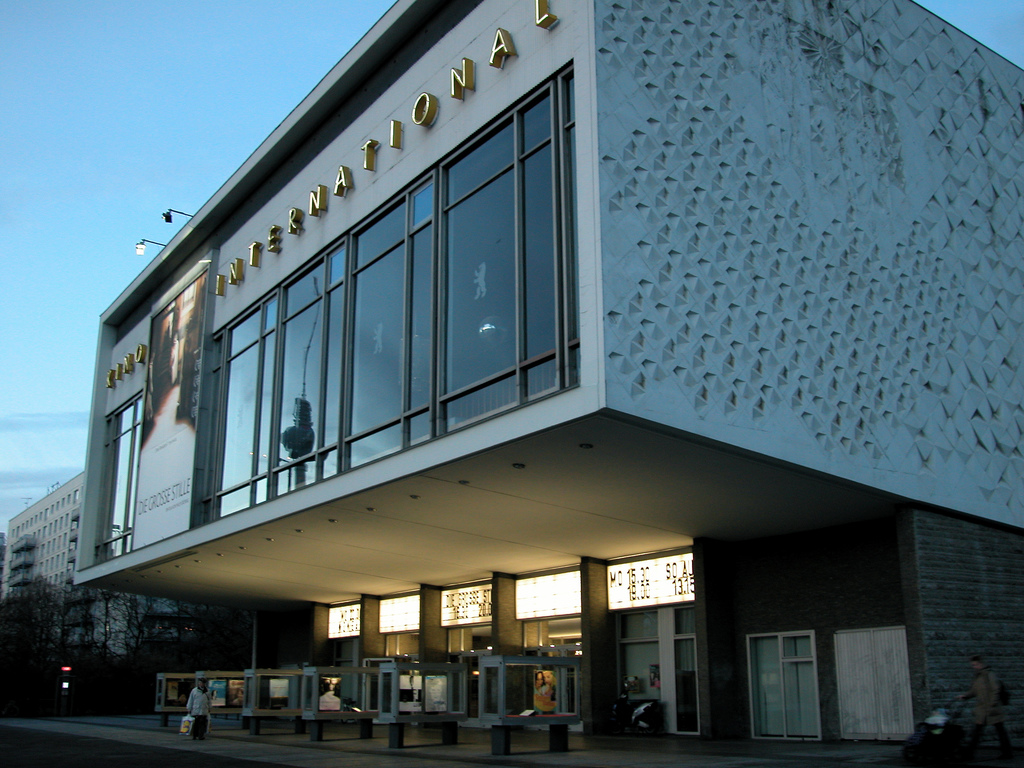
Kino International
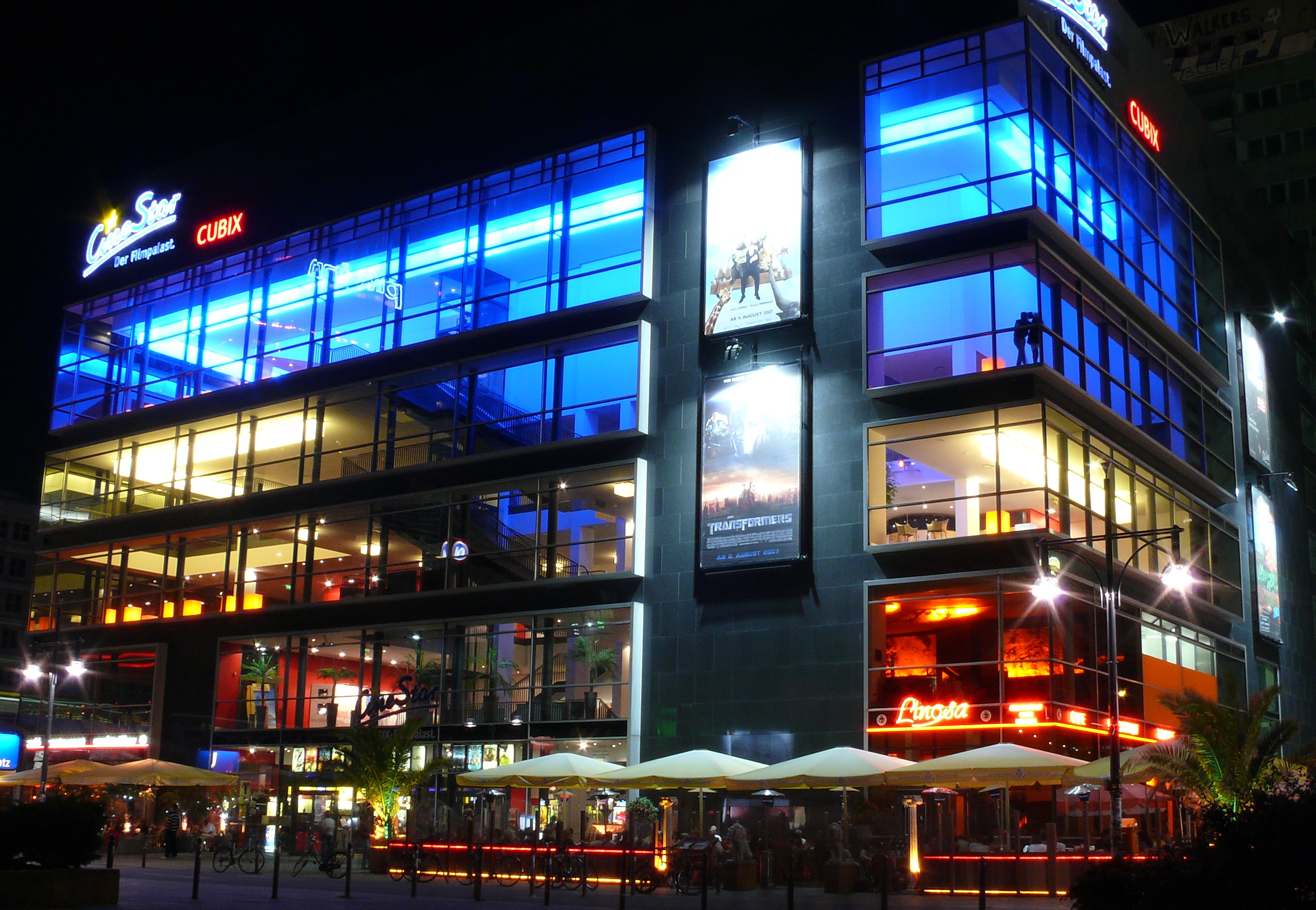
Cubix Kino
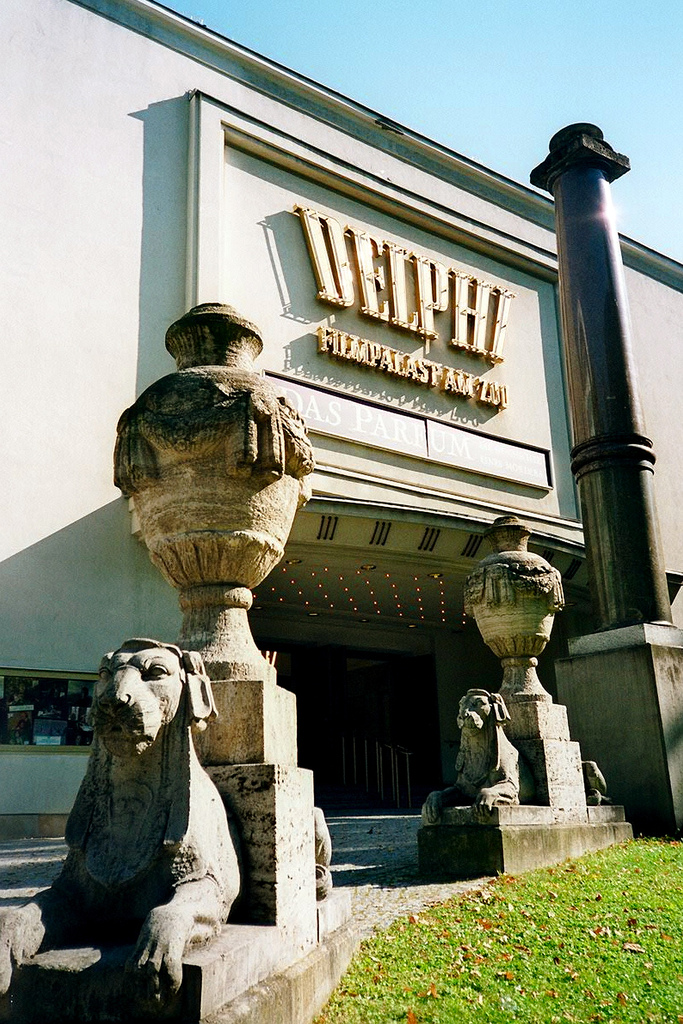
Delphi Filmpalast
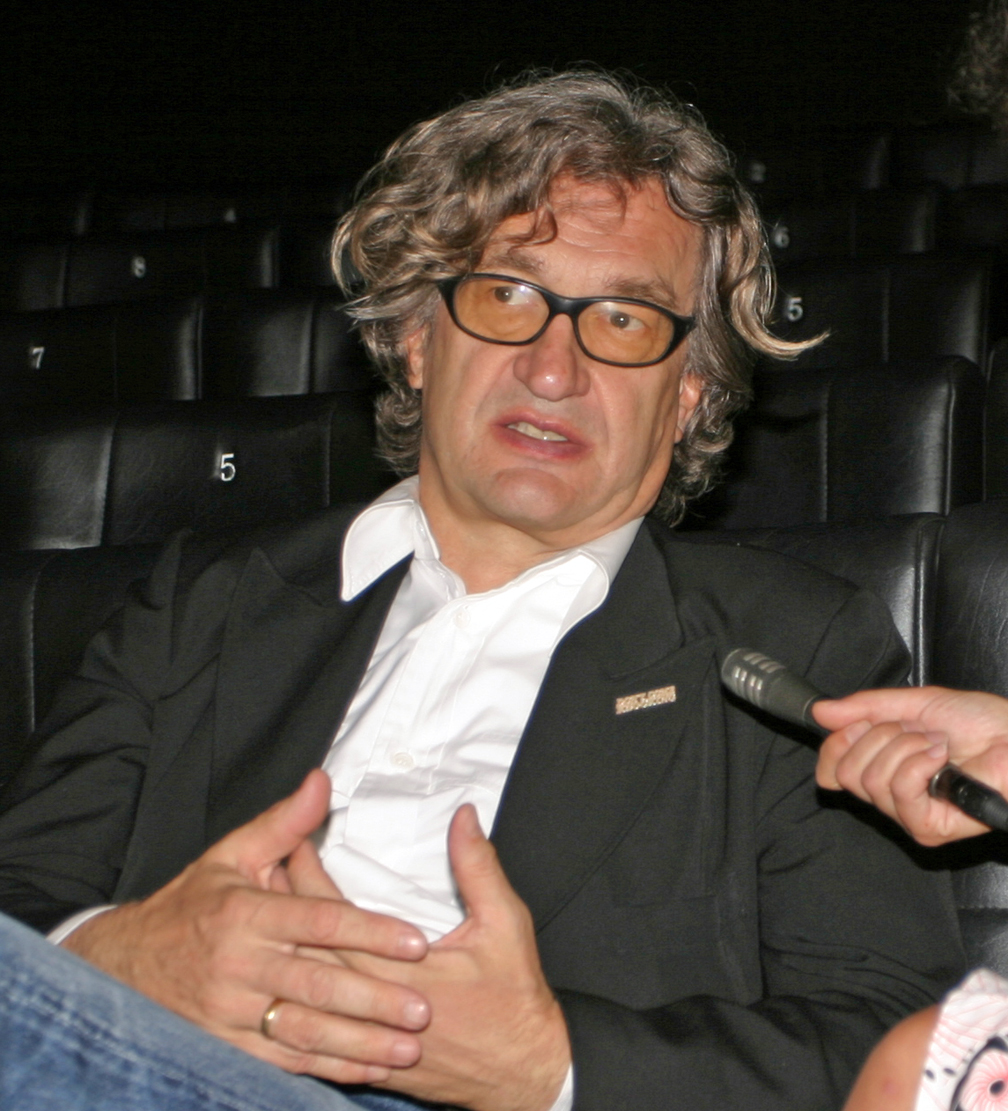
Wim Wenders
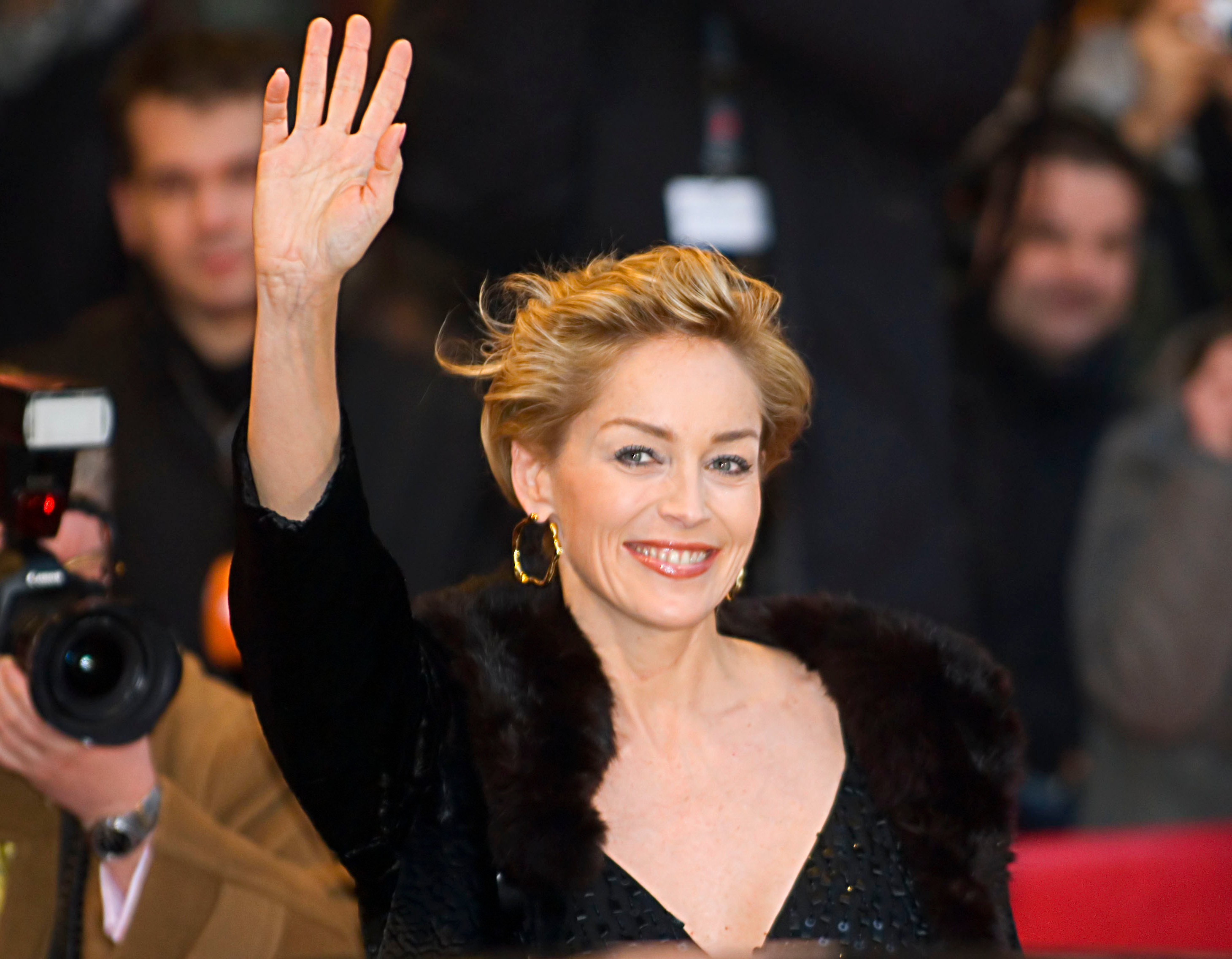
Sharon Stone
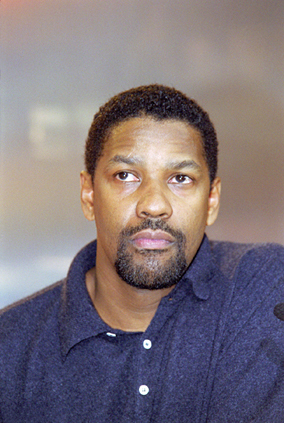
Denzel Washington
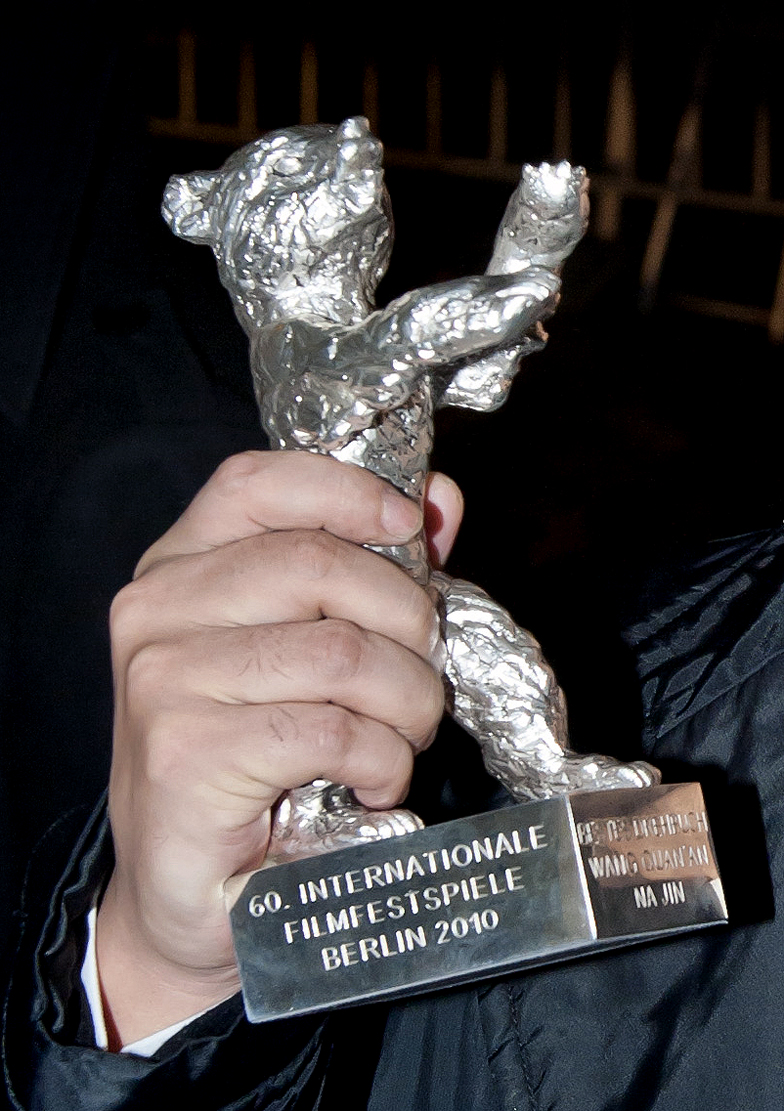
Oso de Plata.

## Ganadores del Oso de oro
El Oso de Oro, concedido a partir de 1951, es el más prestigioso premio que se entrega en el Festival Internacional de Cine de Berlín.

## Ganadores del Oso de Oro
En la lista que se detalla a continuación, se nombran los ganadores del Oso de Oro.
<onlyinclude>
| Ganadores del Oso de Oro | Ganadores del Oso de Oro               | Ganadores del Oso de Oro         | Ganadores del Oso de Oro            |
| Año                      | Película                               | Director(a)                      | País                                |
| ------------------------ | -------------------------------------- | -------------------------------- | ----------------------------------- |
| 1951                     | Cuatro en un jeep                      | Leopold Lindtberg                | Suiza                               |
| 1951                     | ...Sans laisser d'adresse              | Jean-Paul Le Chanois             | Francia                             |
| 1951                     | In Beaver Valley                       | James Algar                      | Estados Unidos                      |
| 1951                     | Justicia cumplida                      | André Cayatte                    | Francia                             |
| 1951                     | Cenicienta                             | Wilfred Jackson                  | Estados Unidos                      |
| 1952                     | Un solo verano de felicidad            | Arne Mattsson                    | Suecia                              |
| 1953                     | El salario del miedo                   | Henri-Georges Clouzot            | Francia / Italia                    |
| 1954                     | El déspota                             | David Lean                       | Reino Unido                         |
| 1955                     | Las ratas                              | Robert Siodmak                   | Alemania                            |
| 1956                     | Invitación a la danza                  | Gene Kelly                       | Estados Unidos                      |
| 1957                     | Doce hombres sin piedad                | Sidney Lumet                     | Estados Unidos                      |
| 1958                     | Fresas salvajes                        | Ingmar Bergman                   | Suecia                              |
| 1959                     | Les Cousins                            | Claude Chabrol                   | Francia                             |
| 1960                     | El lazarillo de Tormes                 | César Fernández Ardavín          | España                              |
| 1961                     | La noche                               | Michelangelo Antonioni           | Italia                              |
| 1962                     | Esa clase de amor                      | John Schlesinger                 | Reino Unido                         |
| 1963                     | El diablo                              | Gian Luigi Polidoro              | Italia                              |
| 1964                     | Susuz Yaz                              | Metin Erksan                     | Turquía                             |
| 1965                     | Alphaville                             | Jean-Luc Godard                  | Francia / Italia                    |
| 1966                     | Cul-de-Sac                             | Roman Polanski                   | Reino Unido                         |
| 1967                     | La partida                             | Jerzy Skolimowski                | Bélgica                             |
| 1968                     | ¿Quién le ha visto morir?              | Jan Troell                       | Suecia                              |
| 1969                     | Rani Radovi                            | Želimir Žilnik                   | Yugoslavia                          |
| 1970                     |                                        |                                  |                                     |
| 1971                     | El jardín de los Finzi-Contini         | Vittorio De Sica                 | Italia / Alemania                   |
| 1972                     | Los cuentos de Canterbury              | Pier Paolo Pasolini              | Italia                              |
| 1973                     | Un trueno lejano                       | Satyajit Ray                     | India                               |
| 1974                     | The Apprenticeship of Duddy Kravitz    | Ted Kotcheff                     | Canadá                              |
| 1975                     | Örökbefogadás                          | Márta Mészáros                   | Hungría                             |
| 1976                     | Buffalo Bill y los indios              | Robert Altman                    | Estados Unidos                      |
| 1977                     | La ascensión                           | Larisa Shepitko                  | Unión Soviética                     |
| 1978                     | Las truchas                            | José Luis García Sánchez         | España                              |
| 1978                     | Ascensor                               | Tomás Muñoz                      | España                              |
| 1978                     | Las palabras de Max                    | Emilio Martínez-Lázaro           | España                              |
| 1979                     | David                                  | Peter Lilienthal                 | Alemania                            |
| 1980                     | Heartland                              | Richard Pearce                   | Estados Unidos                      |
| 1980                     | Palermo o Wolfsburg                    | Werner Schroeter                 | Alemania                            |
| 1981                     | Deprisa, deprisa                       | Carlos Saura                     | España                              |
| 1982                     | Veronika Voss                          | Rainer Werner Fassbinder         | Alemania                            |
| 1983                     | Ascendancy                             | Edward Bennett                   | Reino Unido                         |
| 1983                     | La colmena                             | Mario Camus                      | España                              |
| 1984                     | Love Streams                           | John Cassavetes                  | Estados Unidos                      |
| 1985                     | Die Frau und der Fremde                | Rainer Simon                     | Alemania                            |
| 1985                     | Wetherby                               | David Hare                       | Reino Unido                         |
| 1986                     | Stammheim                              | Reinhard Hauff                   | Alemania                            |
| 1987                     | Tema                                   | Gleb Panfilov                    | Unión Soviética                     |
| 1988                     | Sorgo rojo                             | Zhang Yimou                      | China                               |
| 1989                     | Rain Man                               | Barry Levinson                   | Estados Unidos                      |
| 1990                     | Music Box                              | Costa-Gavras                     | Estados Unidos                      |
| 1990                     | Alondras en el alambre                 | Jiří Menzel                      | República Checa                     |
| 1991                     | La casa del sorriso                    | Marco Ferreri                    | Italia                              |
| 1992                     | Grand Canyon                           | Lawrence Kasdan                  | Estados Unidos                      |
| 1993                     | Woman Sesame Oil Maker                 | Xie Fei                          | China                               |
| 1993                     | El banquete de bodas                   | Ang Lee                          | República de China / Estados Unidos |
| 1994                     | En el nombre del padre                 | Jim Sheridan                     | Reino Unido / Irlanda               |
| 1995                     | La carnaza                             | Bertrand Tavernier               | Francia                             |
| 1996                     | Sentido y sensibilidad                 | Ang Lee                          | Estados Unidos / Reino Unido        |
| 1997                     | El escándalo de Larry Flynt            | Miloš Forman                     | Estados Unidos                      |
| 1998                     | Central do Brasil                      | Walter Salles                    | Brasil                              |
| 1999                     | La delgada línea roja                  | Terrence Malick                  | Estados Unidos                      |
| 1999                     | The Tic Code                           | Gary Winick                      | Estados Unidos                      |
| 2000                     | Magnolia                               | Paul Thomas Anderson             | Estados Unidos                      |
| 2001                     | Intimidad                              | Patrice Chéreau                  | Reino Unido                         |
| 2002                     | El viaje de Chihiro                    | Hayao Miyazaki                   | Japón                               |
| 2002                     | Domingo sangriento                     | Paul Greengrass                  | Reino Unido / Irlanda               |
| 2003                     | In This World                          | Michael Winterbottom             | Reino Unido                         |
| 2004                     | Contra la pared                        | Fatih Akın                       | Alemania / Turquía                  |
| 2005                     | U-Carmen e-Khayelitsha                 | Marc Dornford-May                | Sudáfrica                           |
| 2006                     | Grbavica                               | Jasmila Žbanić                   | Bosnia y Herzegovina                |
| 2007                     | La boda de Tuya                        | Wang Quan'an                     | China                               |
| 2008                     | Tropa de élite                         | José Padilha                     | Brasil                              |
| 2009                     | La teta asustada                       | Claudia Llosa                    | Perú                                |
| 2010                     | Bal (Miel)                             | Semih Kaplanoğlu                 | Turquía                             |
| 2011                     | Nader y Simin, una separación          | Asghar Farhadi                   | Irán                                |
| 2012                     | César debe morir                       | Paolo Taviani - Vittorio Taviani | Italia                              |
| 2013                     | Child's Pose (Poziția copilului)       | Călin Peter Netzer               | Rumania                             |
| 2014                     | Bai ri yan huo                         | Yi'nan Diao                      | China                               |
| 2015                     | Taxi                                   | Jafar Panahi                     | Irán                                |
| 2016                     | Fuego en el mar                        | Gianfranco Rosi                  | Italia                              |
| 2017                     | En cuerpo y alma                       | Ildikó Enyedi                    | Hungría                             |
| 2018                     | No me toques (Nu mă atinge-mă)         | Adina Pintilie                   | Rumania                             |
| 2019                     | Synonymes                              | Nadav Lapid                      | Francia                             |
| 2020                     | La vida de los demás                   | Mohammad Rasoulof                | Irán                                |
| 2021                     | Babardeala cu bucluc sau porno balamuc | Radu Jude                        | Rumania                             |
| 2022                     | Alcarràs                               | Carla Simón                      | España                              |
| 2023                     | Sur l'Adamant                          | Nicolas Philibert                | Francia                             |
| 2024                     | Dahomey                                | Mati Diop                        | Francia                             |
| 2025                     | Dreams (Drømmer)                       | Dag Johan Haugerud               | Noruega                             |

## Oso de Oro - Premio honorífico
Ver Oso de Oro Honorífico

## Controversias en 2024
Previo al inicio de la edición 74°, en 2024, la organización detrás del festival retiró las invitaciones a cinco políticos del partido de extrema derecha AfD en respuesta a demandas de cineastas alemanes que mostraron indignación por esa invitación. Asimismo, los directores del festival, Carlo Chatrian y Mariette Rissenbeeck, se solidarizaron con "todas las víctimas de la crisis humanitaria en Oriente Medio y otros lugares", mientras que trabajadores del festival firmaron una carta abierta solicitando una postura "coherente con las respuestas a los acontecimientos de los últimos años".
Durante el festival, a consecuencia de la Guerra de Gaza, se realizaron distintas protestas en las que se demandó «un alto al fuego inmediato y permanente en Gaza», tanto en la alfombra roja como en los discursos de premiación. En la entrega de premios el pasado 25 de febrero, el director de cine estadounidense Ben Russel, codirector del filme Direct Action, aprovechó su discurso por el premio a Mejor Película en la sección Encounters, calificó de genocidio lo que está ocurriendo en Gaza. Por otro lado, al recibir el premio a Mejor Documental por No Other Land, los realizadores Basel Adra y Yuval Abraham pidieron al gobierno alemán que cambiase su política hacia Israel y la Franja de Gaza. Abraham, que es israelí, mencionó que Cisjordania vive en situación de apartheid y aseguró haber recibido amenazas de muerte por su discurso. La ministra de Cultura alemana, Claudia Roth, dijo que estos discursos eran «alarmantemente parciales y se caracterizaron por un profundo odio hacia Israel», postura que fue respaldada por el canciller Olaf Scholz. Roth declaró que revisaría los incidentes con el alcalde de Berlín, Kai Wegner.
El 26 de febrero, los organizadores del festival compartieron un comunicado de prensa para declarar que, durante el día anterior, se compartieron imágenes con la iconografía del festival que «compartían mensajes antisemitas sobre la guerra en Medio Oriente» y que «no representan la postura del festival»; las imágenes fueron borradas y se inició una investigación. Asimismo, reiteraron los mensajes que sus organizadores compartieron al inicio del festival sobre el conflicto actual en Medio Oriente mientras reconocieron tanto las críticas por parte de medios y políticos alemanes a los discursos de ganadores, manteniendo que son «una plataforma para el diálogo abierto entre culturas y países», por lo que «se deben tolerar las opiniones y declaraciones que contradigan nuestras propias opiniones, siempre y cuando esas declaraciones no discriminen en contra de personas o grupos de personas de manera racista o discriminatoria».